# Antitrombina

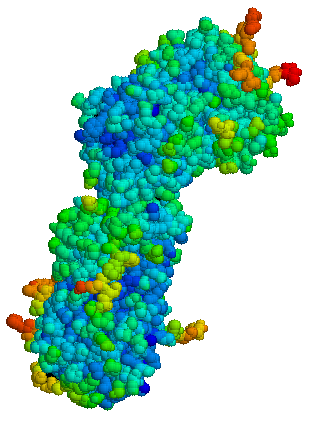
Antitrombina

Antitrombina (ou antitrombina III, abreviada como AT-III) é uma pequena molécula que desativa várias enzimas da coagulação, é um inibidor da coagulação agindo neutralizando a trombina. É uma glicoproteína formada por uma cadeia de 432 aminoácidos com um peso molecular de 58 kDa (kilodaltons) produzida no fígado.

## Estrutura
A antitrombina tem uma vida média de 3 dias no plasma sanguíneo sua concentração é de aproximadamente 0.12 mg/ml, o que equivale a uma concentração molar de 2.3 μM.
É proteína que apresenta 432 aminoácidos e sofre glicolização no aminoácido asparagina número 96, 135, 155 e 192. Neste lugares ocorrem ligações covalentes com oligossacarídeos.

## Ação
A antitrombina é um inibidor da serino protease. O alvo fisiológico da antitrombina é a via intrínseca da cascata de coagulação, as formas ativadas dos factores X, IX, VII, XI, XII e II (trombina). A formação do complexo antitrombina-protease envolve uma interação entre a protease e um específico peptídeo da antitrombina formando uma ponte de ligação. Na antitrombina humana esta ponte ocorre entre a arginina (arg) 393 e serina (ser) 394. 

## Função
Na presença da antitrombina III, a trombina deixa de estimular a fragmentação do fibrinogênio para formar os monômeros da fibrina. Desse modo, o coágulo não se forma. A heparina liga-se à molécula da antitrombina III, tornando-a cerca de 1.000 a 4.000 vezes mais potente na função de inibir a trombina. 
A antitrombina III também inibe os efeitos dos produtos de ativação dos fatores IX, X, XI e XII na via intrínseca da coagulação; portanto, a heparina também contribui para impedir a atuação daqueles fatores, ao acelerar a atividade da antitrombina III.